# Guðmundur Guðmundsson (ski)
Pour les articles homonymes, voir Guðmundsson.
Guðmundur S. Th. Guðmundsson, né le 1er mai 1920 à Siglufjörður, mort le 9 janvier 2007 à Fossvogur, Reykjavík, est un skieur islandais, membre des clubs de ski de Siglufjörður et d'Akureyri (les Skíðafélag Siglufjarðar et Iþróttabandalagi Akureyrar en islandais). 

## Biographie
Passionné de ski jeune, il commence le sport dans la randonnée (remportant un titre de champion national) et le saut à ski.
Il a participé aux Jeux olympiques de Saint-Moritz en 1948, où il est arrivé 98e sur 102 participants en descente, 59e sur 66 en slalom et le dernier des 67 concurrents du combiné alpin.
Guðmundur Guðmundsson a également pratiqué le ski nordique en compétition. Il est douze fois Champion d'Islande, toutes disciplines confondues : slalom, saut à ski, combiné nordique et ski de fond.
Après avoir grandi à Siglufjörður, il a eu plusieurs emplois différents: agriculteur, chauffeur de taxi à Akureyri et à Keflavík. Plus tard, il s'est occupé de pêche, au hareng notamment.

## Palmarès

### Championnats d'Islande
- 12 titres :
  - Saut spécial : 1946
  - Combiné nordique : 1943, 1945, 1946, 1948
  - Ski de fond (15-18 km) : 1942, 1943, 1944, 1945, 1946, 1948
  - Slalom : 1945

## Sources
- Morgunblaðið: Guðmundur S. Th. Guðmundsson (avis de décès, 21 janvier 2007, consulté le 29 juillet 2012)
- Plusieurs journaux islandais déposés à la bibliothèque nationale islandaise, Timarit.glace